# Zagrebtower
Zagrebtower je neboder na Sigečici u zagrebačkoj četvrti Trnju. 

## Opis
Nalazi se na križanju Radničke ceste i Ulice grada Vukovara, a dovršen je krajem 2006. godine. Eliptičnom neboderu od 22 kata pridružena je osmerokatnica s uredskim prostorom i podzemnom parkirnom garažom. Čitav kompleks sadrži 26 tisuća kvadratnih metara uredskog prostora.
Potpisivanjem povelje i polaganjem kamena temeljca 20. siječnja 2005. godine službeno je započela gradnja Zagrebtowera na uglu Ulice grada Vukovara i Radničke ceste.

## Vanjske poveznice
|  | Zajednički poslužitelj ima još gradiva o temi Zagrebtower |

- Službena stranica  Arhivirana inačica izvorne stranice od 27. svibnja 2013. (Wayback Machine)